# بيت السلمى (إب)

تعديل مصدري - تعديل

بيت السلمى محلة تابعة لقرية المصانع، التابعة لعزلة البحريين بمديرية إب إحدى مديريات محافظة إب في الجمهورية اليمنية.، بلغ تعداد سكانها 51 حسب تعداد اليمن لعام 2004.